# Gudrun Weikert
Gudrun Weikert (geboren am 12. November 1959 in Geretsried) ist die erste staatlich geprüfte Berg- und Skiführerin Deutschlands. Sie ist an der Fakultät für Sport- und Gesundheitswissenschaften der Technischen Universität München (TUM) Dozentin für Bergsport und Skilanglauf. Seit 2008 ist sie Vorsitzende der deutschen Ausbildungskommission für Berg- und Skiführer, Competent Authority für Professional Mobility (European Professional Card für Bergführer), Delegierte des Verbandes deutscher Berg- und Skiführer (VDBS) und IFMGA Mountain Guide.

## Leben
Weikert wurde im November 1959 geboren und wuchs in Geretsried auf. Ihre Ausbildung erhielt Weikert an der Technischen Universität München. Zunächst studierte sie von 1981 bis 1983 Sport auf Lehramt, anschließend mit Schwerpunkt Leistungssport und Skilanglauf im Diplomstudiengang. Die Fachsportlehrerausbildung zur staatlich geprüften Skilanglauflehrerin legte sie 1987 ab. Im Jahr 1988 beendete sie als erste Frau erfolgreich die Ausbildung zur staatlich geprüften Berg- und Skiführerin. Weikert arbeitet seit 1987 als Dozentin an der Fakultät für Sport- und Gesundheitswissenschaften der Technischen Universität München. Sie ist Vorsitzende der Ausbildungskommission für Berg- und Skiführer und seit 2008 auch stellvertretende Prüfungsvorsitzende der Ausbildung zum staatlich geprüften Berg- und Skiführer.
Sie arbeitet regelmäßig als Bergführerin und hat unter dem Namen „Alpine Athletics“ ein eigenes Unternehmen aufgebaut, das Spitzensportlern alpine Spezialtrainings anbietet.
Weikert lebt in Geretsried und hat eine erwachsene Tochter.

## Alpinistische Karriere
Mit 18 Jahren begann Weikert zu klettern, als sie Kontakt zu einer Clique aus Lenggries bekam, die regelmäßig zum Klettern ging. Weikert schloss sich ihr an und fand Freude an dem Sport. Über diesen Freundeskreis lernte Weikert auch ihren späteren Mann Helmut kennen, mit dem sie gleichberechtigt zum Klettern ging. Gleichberechtigt bedeutet, dass beide abwechselnd führten. Einige Zeit später begann Weikerts Ehemann mit der Bergführerausbildung, was sie anregte, diese Ausbildung parallel zu ihrem Sportstudium zu absolvieren.
Mit Anfang 20 war sie oft im Wettersteingebirge unterwegs, es folgten wichtige Stationen wie die Eigernordwand, große Granitwände im Yosemite Valley oder die Shackleton-Traverse in Südgeorgien (Südpolarmeer). Weikerts Tourenbuch weist viele große und wichtige Touren in Fels, Eis und Schnee auf, sowohl in den Berner Alpen, der Brenta als auch in der Mont-Blanc-Gruppe. Sie war an einigen Hochtouren beteiligt, wie etwa der Besteigung der Ama Dablam im Himalaya, Nepal.
Als Vorsitzende der Ausbildungskommission für Bergführer ist Weikert dafür verantwortlich, die Ausbildung weiterzuentwickeln, neuen Anforderungen anzupassen und Nachwuchs auszubilden. In diesem Rahmen wird die Eignung der Kandidaten nach einem standardisierten Verfahren geprüft. Die einzelnen Lehrgänge der Ausbildung werden zusammen mit dem Verband deutscher Berg- und Skiführer (VDBS) durchgeführt sowie die notwendigen Praktika vor Ablegung der staatlichen Prüfungen überprüft. Die Ausbildung dauert in der Regel etwa 3 Jahre.

## Bedeutung für das Berufsbild
Kaum ein Beruf ist gegenwärtig noch so männlich geprägt wie Bergführer, nur 10 von rund 400 deutschen Bergführern sind Frauen (Stand 2018). In Südtirol sind von 195 Bergführern nur 4 weiblich (Stand 2023), in Österreich sind es von insgesamt 1523 Bergführern lediglich 35 (Stand 2021). In der Schweiz gibt es 42 Bergführerinnen zu 1481 Bergführern. Somit beträgt in allen deutschsprachigen Gebieten der Frauenanteil bei Bergführern unter 3 %. Die Ausbildung stellt hohe Anforderungen an Kraft, Ausdauer und Technik in verschiedenen Disziplinen. Bergführer gelten daher als „eine Art alpiner Zehnkämpfer“. Die Eignungstests legen für Frauen und Männer die gleichen Maßstäbe an.
Weikert war die erste Frau in Deutschland, der es gelang, den Abschluss als staatlich geprüfte Bergführerin zu machen. Das Medienecho war groß, in der Presse erschienen Berichte und Artikel, es gab Radiointerviews und sie wurde in Fernsehshows eingeladen, um die Frau zu zeigen, die es in einen bis dahin kompletten Männerberuf geschafft hatte. Dadurch wurde sie zu einem Vorbild für andere Frauen.
Die Vorbehalte gegenüber Bergführerinnen bauen sich trotzdem nur langsam ab. Weickert berichtete, dass einige männliche Gäste sich nicht begeistert zeigten, von einer Frau geführt zu werden, ihre Qualifikation anzweifelten und Entscheidungen in Frage stellten. Andere Vorurteile äußerten sich eher subtil, z. B. in der Frage „wo ist der Bergführer?“, obwohl sie mit gut sichtbarem Bergführerabzeichen vor dem Fragesteller stand. Es zeige sich, dass Führerinnen mit „transparentem Führen“ punkten, damit werde mehr soziale Kompetenz gezeigt und wichtige Punkte wie Sicherheit, Risiko und Unfallverhütung würden angemessener erläutert. Weikert berichtete auch, Frauen seien leichter zu führen als Männer: Frauen tendierten dazu, ihre eigene Leistungsfähigkeit zu unterschätzen, Männer neigten dagegen dazu, sie zu überschätzen.
Weikert verfolgte in ihrem Leben ihre selbst gesteckten Ziele und ließ sich nicht von Geschlechterklischees abschrecken. Das möchte sie jungen Frauen mit auf den Weg geben: „Macht was ihr wollt und nicht, was andere von Euch erwarten. Ihr könnt alles machen – just do it!“